# Luis Blanco Vila
Luis Blanco Vila (Boiro, 9 de noviembre de 1936-Boiro, 31 de diciembre de 2023) fue un periodista y escritor español, autor de más de treinta obras, en la que destacan Memorias de un gato tonto y Para leer a Camilo José Cela.

## Biografía
Nacido en plena guerra civil española en un pueblo de la Galicia rural y marinera. Su padre, José, nacido en Buenos Aires hijo de la emigración gallega, había regresado al pueblo de sus padres pocos años antes para casarse con María del Pilar, oriunda de Cures, aldea situada en las estribaciones de la cercana sierra de Barbanza.
Su primera formación la recibe en las escuelas del pueblo. A los tres años sabía leer y escribir; a los diez disfrutó de su primer año sabático. En la última escuela a la que asistió lo enviaban a leer al patio y debajo del hórreo leía lo que aún le quedaba por leer o resolvía los problemas de un libro que la maestra le había dejado como último recurso. En 1948, con once años, una señora de la cercana Villagarcía de Arosa avala, con una ayuda de seis mil pesetas al año, su ingreso en el Colegio Barquín del Corazón de María, en Castro Urdiales (Cantabria), regido por Padres Claretianos, y en sus centros cursa, junto con los estudios de Humanidades y Filosofía, el bachillerato, que remata en el Instituto Cardenal Cisneros de Madrid y culmina con el Preuniversitario en el colegio Claret de la capital de España.
En la Facultad de Filosofía y Letras de la Universidad Central (hoy Universidad Complutense de Madrid) obtiene primero la Licenciatura y después el Doctorado en Filología Románica, bajo la dirección de Dámaso Alonso, Alonso Zamora Vicente y Manuel Esteve sucesivamente. Su tesis, más tarde completada y publicada por Actas, estudia la crisis de las ideas en el fin-de-siglo (del XIX)  y la aportación de Eugenio d'Ors “Xenius” a la superación de la crisis.
Mientras estudia Filología, cursa también la carrera de Periodismo en la Escuela de la Iglesia, recién creada por el Cardenal Ángel Herrera Oria.
Desde 1962 trabaja en el Diario Ya de Madrid, de la Editorial Católica, creación también (1935) de don Ángel Herrera Oria y, mientras remata sus estudios,  disfruta de una beca en el Colegio Mayor Pío XII, que inaugura como colegial, en el complejo también creado por el citado cardenal Herrera Oria.
En 1966 contrae matrimonio con Begoña Urgoiti Fernández de Viana, con la que tiene 5 hijos: Begoña (1969), Luis (1971), Javier (1972), Jaime (1975) y Uxía (1977).
Su tarea como corresponsal comienza en un largo periplo por Portugal el mismo año 1962; después, vivirá en París y Roma representando a la cadena EDICA de periódicos regionales de la Editorial Católica,  y escribiendo a diario para la docena de diarios de la misma. Tras rechazar la dirección de los diarios andaluces de la Cadena “El Correo de Andalucía” de Sevilla, y “Diario Ideal” de Granada, acepta, en 1971, la de “El Ideal Gallego”, de La Coruña, que estaba pasando un mal momento en su difusión y venta. A mediados de 1973 regresa a Madrid para incorporarse al Consejo de Redacción de la Cadena EDICA y ser comentarista y director de internacional del Diario Ya.
Durante el período de corresponsal, cubre acontecimientos como la revolución del Mayo Francés de 1968, las negociaciones de paz de la Guerra de Vietnam o el final de la era De Gaulle. En Roma cubre parte del pontificado de Pablo VI y la definitiva consolidación del Concilio Vaticano II.
Doctor en Filología Románica (Filosofía y Letras),  licenciado en Ciencias de la Información por la Universidad Complutense de Madrid y Diplomado en Televisión, ejerció la docencia durante más de cuarenta años –los últimos 34 en la privada Universidad CEU San Pablo,  como adjunto, agregado y catedrático de Teoría de la Literatura y Literatura Comparada (perfil Literatura Universal Contemporánea). Fue profesor invitado en universidades extranjeras, conferenciante, organizador de congresos, seminarios, jornadas de investigación, etc.
Partició como jurado en importantes premios, incluidos los nacionales de narrativa y crítica; fue crítico literario, articulista, director de actividades culturales, jefe de prensa y relaciones externas en el Ministerio de Hacienda, Ayuntamiento de Madrid o empresas como CAMPSA y Tabacalera. 
En el 2006 se presentó a la alcaldía de su pueblo natal por el PPdeG. Candidatura que acaba rechazando alegando motivos de salud y durante
la cual recibe numerosas críticas por aprovechar su condición de columnista para desacreditar y ridiculizar a sus rivales políticos.

## Libros
Publicó más de 30 libros y editado, traducido y anotado medio centenar de libros de autores que escribieron en francés, latín, italiano, portugués e inglés (Petrarca, Erasmo, Vives, Milton, Maquiavelo, Montesquieu, Valéry, etc), que integran la Biblioteca “Leyes y Letras” para el Ilustre Colegio de Abogados de Madrid. Escribió ensayos, cuentos, novelas, libros de investigación literaria y otros.

### Obras destacadas
- "Madrid al paso: un paseo cultural" – Ensayo (1976)
- "De las costumbres económicas de los españoles" – Ensayo (1977)
- "El Correo Gallego: 100 años de aportación a la historia 1878-1978" – Historia (1978)
- "Dos días antes y otras antiguallas" – Novela corta y cuentos - Premio Café Gijón 1975 (1982).
- "Para leer a Camilo José Cela" – Crítica literaria (1991).
- “Domestico de Lujo" – Novela - (1992)
- "Diálogo con las sombras" - Novela - Premio Felipe Trigo 1991 (1992).
- "La crisis de las ideas en el fin-de-siglo" – Crítica literaria (1995).
- "Memorias de un gato tonto" – Novela infantil (1996).
- "La literatura del siglo XX" – Crítica literaria (1999).
- "El Último Vuelo del Principito" – Novela (2000).
- "La Literatura Contada Con Sencillez" – Crítica literaria (2002).
- "Literatura y existencia. Ensayo metodológico de Literatura Contemporánea Comparada" – Crítica literaria (2013).[12]
- "La Caza del Cordero: Novela sin Remedio" - Novela (2021).
- "La Aceptación del Tiempo Presente" - Ensayo (2023).
- "Cuando la luz acabe, mensajero" - Poesía (2023).